# Багамская кошачья акула
Багамская кошачья акула (лат. Scyliorhinus meadi) — малоизученный вид хрящевых рыб семейства кошачьих акул отряда кархаринообразных. Эндемик западной части Атлантического океана. Обитает на дне, покрытом глубоководными кораллами на глубине 329—548 м. Питается головоногими, креветками и костистыми рыбами. У этой акулы широкие тело и голова. На спине имеются седловидные отметины. Кроме того, её тело покрыто пятнышками, которые светятся жёлтым при голубом освещении. Взрослые особи обнаружены не были. Наиболее крупная неполовозрелая особь имела длину 49 см. Предполагается, что, подобно прочим кошачьим акулам, багамская кошачья акула размножается, откладывая яйца. Этот вид не представляет опасности для человека, коммерческой ценности не имеет. Международный союз охраны природы не оценивал статус сохранности данного вида ввиду отсутствия данных.

## Таксономия
Впервые вид был описан в бюллетене «United States Fish and Wildlife Service Fishery Bulletin» в 1966 году. Голотип представляет собой неполовозрелого самца длиной 24,7 см, пойманного у мыса Кеннеди, Флорида, на глубине 329 м в 1962 году. Стюарт Спрингер, описавший багамскую кошачью акулу, присвоил ей латинский видовой эпитет meadi в честь Жиля У. Мида (англ. Giles W. Mead), предоставившего ему материал для изучения. С 1970 по 1979 год этот вид считался подвидом акулы-кошки (Scyliorhinus retifer).

## Ареал
Багамская кошачья акула является эндемиком западной части Атлантического океана, она встречается у берегов Северной Калифорнии, Флориды, Багамских островов и Кубы, на севере Ямайки и в Мексиканском заливе к северу от полуострова Юкатан. Этот вид обитает на дне, покрытом глубоководными кораллами en:Lophelia pertusa.

## Описание
Все пойманные багамские акулы были неполовозрелыми. Максимальный размер самца составляет 49 см, а самки 43 см. У багамской кошачьей акулы широкая голова и тело, которое сужается к хвосту. Ноздри окружены небольшими складками кожи. Зубы верхней челюсти видны, даже когда рот закрыт. Максимальная ширина головы приблизительно равна её длине. По углам нижней челюсти имеются борозды.
Второй спинной плавник меньше первого. Основание первого спинного плавника начинается над серединой основания брюшных плавников, а основание второго спинного плавника над серединой основания анального плавника. Интердорсальное расстояние немного длиннее основания анального плавника. Хвостовой плавник вытянут почти горизонтально. Довольно гладкая кожа покрыта маленькими плоскими плакоидными чешуйками. Спину покрывают 7 или 8 тёмных седловидных отметин. Маленькие пятнышки на спине в голубом свете начинают флюоресцировать жёлтым.

## Биология
Багамские кошачьи акулы питаются креветками, головоногими и костистыми рыбами. По внутреннему строению можно предположить, что, подобно прочим представителям семейства кошачьих акул, они размножаются, откладывая яйца. Судя по размеру неполовозрелых особей взрослые акулы могут быть довольно крупными.

## Взаимодействие с человеком
Этот вид не представляет опасности для человека. Коммерческой ценности не имеет. В качестве прилова может попадать в рыболовные сети. Данных для оценки статуса сохранности вида недостаточно.